# Josephus Simon Sertürner
Josephus Simon Sertürner (* 1729 in der Untersteiermark; † 29. Dezember 1798 im westfälischen Neuhaus) war Landmesser, Ingenieur und Architekt im Hochstift Paderborn.

## Leben
Joseph Simon Sertürner (auch Sertünner) ist der Vater des Entdeckers des Morphiums, Friedrich Wilhelm Adam Sertürner. Seine Familie stammte ursprünglich aus der österreichischen Untersteiermark. Seit 1767 wirkte er als Landvermesser im Dienste der Hofkammer des Hochstifts Paderborn. Er beaufsichte das „gesamte Bauwesen im Gebiet des Hochstiftes“, erlangte aber nie die Stellung eines „Hof- und Landesbaumeister“. Wie er an die Kanzlei des Fürstbischofs kam, ist unklar. Sertürner hat sich insbesondere in der fachlichen Beilegung der Grenzstreitigkeiten zwischen der Grafschaft Rietberg und dem Hochstift Paderborn einen Namen gemacht.

## Söhne und Töchter
- Anna Catharina 1771–?
- Maria Catharina Theresia 1772–1840
- Anna Maria Josepha 1782–1832
- Maria Theresia 1781–?
- Friedrich Wilhelm Adam 1783–1841
- Franciscus Philippus 1786–?
- Ludovica Josepha 1792–?